# Motułka
Motułka – wieś w Polsce położona w województwie podlaskim, w powiecie augustowskim, w gminie Sztabin. Do Augustowa jest 15 km, natomiast do Sztabina 9 km.
W granicach Motułki znajduje się dawniej odrębna wieś Kobyli Kąt.
W latach 1975–1998 miejscowość administracyjnie należała do województwa suwalskiego.
Ludność Motułki zajmuje się w większości hodowlą bydła mlecznego. Wieś ta położona w samym środku Puszczy Augustowskiej rozciąga się od Promisk po Cisów (ok. 16 km). W ostatnich latach, dzięki funduszom z Unii Europejskiej nastąpił bardzo duży rozwój rolnictwa. Już w tym roku każdy rolnik posiada maszyny odpowiadające normom unijnym.